# 神奈川県歯科医師信用組合
神奈川県歯科医師信用組合（かながわけんしかいししんようくみあい）は、神奈川県横浜市中区に本店を置く信用組合。略称はしかしん。

## 概要
神奈川県内の歯科医師とその関係者を対象とした業域金融機関であり、神奈川県内を事業区域としている。ATMでは、しんくみ お得ねっと提携信用組合のカードによる出金は自組合扱いとなる。
また、当組合の通帳は東浴信用組合やハナ信用組合などの一部の信用組合のATMでも記帳できる。

## 沿革
- 1946年5月 保証責任神奈川県歯科医師信用購買利用組合を設立。
- 1950年2月 保証責任神奈川県歯科医師信用購買利用組合から信用事業を分離・独立し、神奈川県歯科医師信用組合として設立。